# 揚げピザ

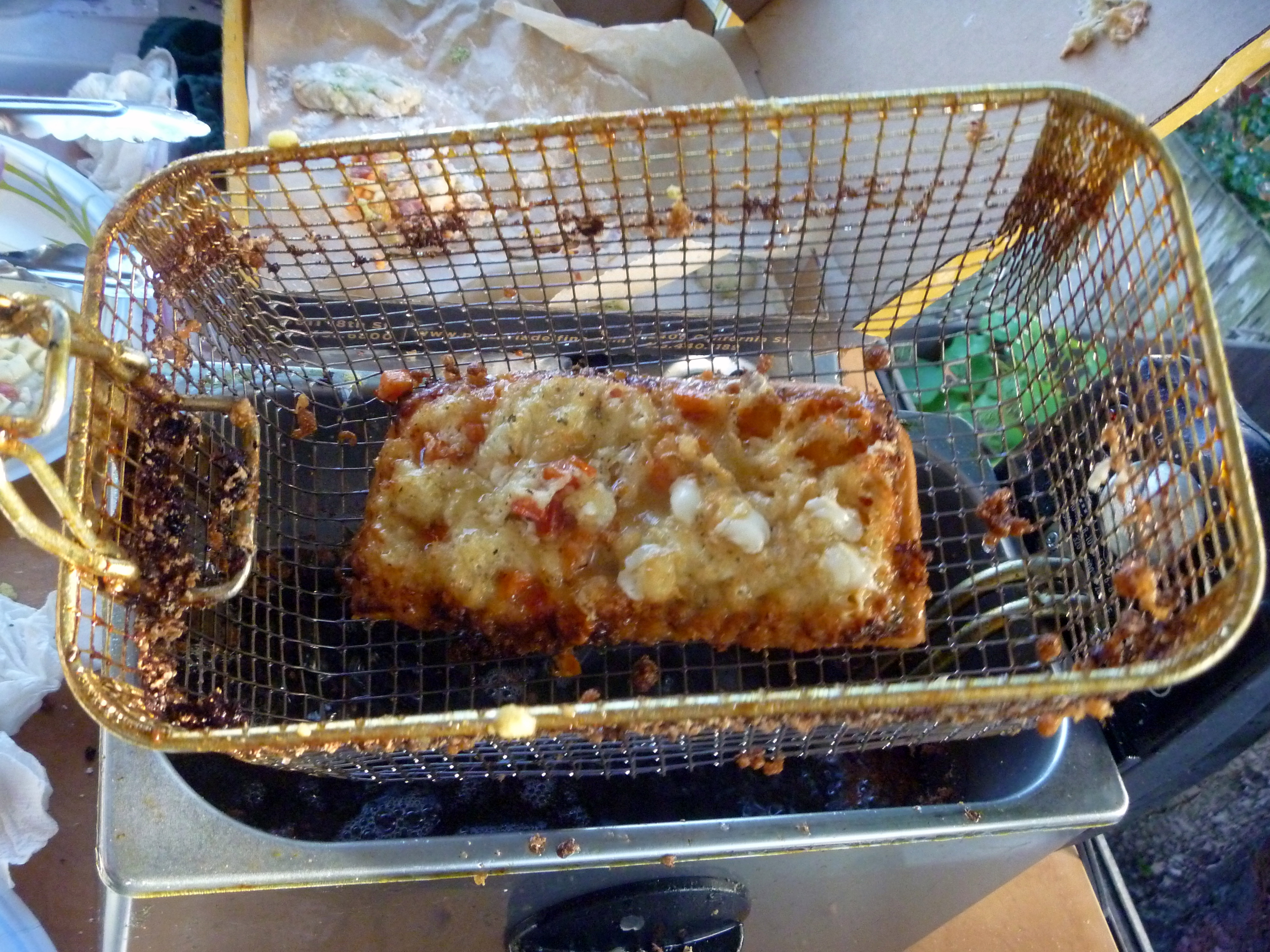
揚げ鍋にあるピザ

揚げピザ（あげぴざ、英語:deep-fried pizza）とは、ピザの一種で、ピザをオーブンで焼かずに揚げたもの。オーブンで焼かれる一般的なピザとは風味や栄養素が異なる。揚げピザはイタリアのものとスコットランドのものの両方で知られているが、これらは相違点も多く、それぞれが独自の発展を遂げたものであると考えられている。

## イタリア
ピッツァ・フリッタ（pizza fritta）は、イタリア中南部を発祥の地とする料理で、一般的には円盤状のピザ生地を揚げたあと、具材を加えて食べる。また、カルツォーネのように生地をポケット状にして具を入れ、それを揚げることもある。揚げることで、オーブンが使えない屋台などピザ窯がないところでもピザを作ることができる。

## スコットランド
スコットランドでは、揚げピザが多くのチップスショップで販売されている。ベースとなるのは、厚めに焼かれた土台にトッピングが既に施された、安価な生鮮・冷凍のオーブン調理済みピザであり、これをカリカリに揚げる。チップスが付け合わせとして出されるピザサパーとしても、チップスがないシングルとしても食される。スコットランドの主都エディンバラとその周辺地域では、現地のチップスショップごとの習慣に合わせて、塩と酢、またはソルト・アンド・ソース（ブラウンソースと酢を混ぜたもの）をかけて出されることもある。チップスをピザの片面に振りかけ、その周りをピザで包んで食べるのが一般的である。
上記のピザは衣をつけずに揚げたものだが、ピザクランチと称される別の種類の揚げピザは、衣をつけた大きなピザないしはハーフピザを揚げ、大盛りのチップスと酢で食べることが多い。この食べ方はピザクランチサパーと呼ばれる。 